# La immensitat
La immensitat (títol original, L'immensità) és una pel·lícula italofrancesa de drama de 2022 dirigida per Emanuele Crialese. Aquesta protagonitzada per Luana Giuliani juntament amb Penélope Cruz i Vincenzo Amato. S'ha doblat i subtitulat al català.

## Argument
Ambientada en la Roma de la dècada de 1970, la ficció segueix la difícil situació d'una família nuclear, composta per una parella casada infeliç: Clara (una expatriada espanyola malhumorada) i Felice (un home de negocis que enganya a Clara amb la seva secretària) i els seus fills Adriana, Gino i Diana. La filla gran, Adriana, de 12 anys (assignada com a dona en néixer), experimenta disfòria de gènere i s'identifica com a home i es coneix amb el nom d'Andrea (un nom principalment masculí a italià). Andrea s'enamora de Sara, una noia que accepta la identitat de gènere d'Andrea. Després d'un sentit compartit de ser forasters, Andrea i Clara s'uneixen més.

## Repartiment
- Luana Giuliani com Adriana/Adri/Andrea
- Penélope Cruz com Clara
- Vincenzo Amato com Felice
- María Chiara Goretti com Diana
- Patrizio Francioni com Gino
- Penélope Nieto Conti com Sara
- Alvia Reale
- India Santella
- Mariangela Granelli
- Valentina Ceni

## Producció
El guió va ser escrit per Crialese, Francesca Manieri i Vittorio Moroni. Una coproducció entre Itàlia i França, L'immensità fou produïda per Wildside, Warner Bros. Entertainment Italia, Chapter 2, Pathé i France 3 Cinema.

## Estrena
La pel·lícula es va estrenar mundialment en la 79a Mostra Internacional de Cinema de Venècia el 4 de setembre de 2022. Distribuïda per Warner Bros. Pictures, es va estrenar en cinemes a Itàlia el 15 de setembre de 2022.

## Recepció
Leslie Felperin de The Hollywood Reporter va resumir la pel·lícula com “un assumpte familiar vibrant, encara que abarrotat”.
Guy Lodge de Variety a escriure que la pel·lícula “és massa palpablement dolorosa i sincera per a anomenar-la lleu, però és sensible i peculiar en formes que se senten fràgils”.
Robbie Collin de The Telegraph va qualificar la pel·lícula amb 4 de 5 estrelles, considerant que la imatge “sorprenentment autobiogràfica” és “un retrat infantil de la tristesa domèstica i el desig d'escapar d'ella”.
Wendy Ide de ScreenDaily va destacar l'actuació de Cruz com “un encreuament entre Sophia Loren i una flamerada solar”.
Stephanie Bunbury de Deadline Hollywood va considerar que, en el fons, la pel·lícula “és fonamentalment bastant ombrívola, però té un rostre deliciosament alegre”.